# Ubiratan Machado
Ubiratan Paulo Machado (Rio de Janeiro, 1941), mais conhecido como Ubiratan Machado, é um prolífico escritor, autor de uma obra fundamental para os estudos machadianos, o Dicionário de Machado de Assis, publicado em coedição entre a Academia Brasileira de Letras, a Imprensa Oficial do Estado de São Paulo (IOESP) e a Imprensa Nacional de Portugal. "Organizado em ordem alfabética, o Dicionário tem caráter enciclopédico."
Bibliófilo dono de vasta biblioteca, pesquisador bibliográfico e historiador literário e da nossa memória editorial, autor de obras como História das Livrarias Cariocas, A Vida Literária no Brasil Durante o Romantismo e A Capa do Livro Brasileiro 1820-1950, "a história do livro, das edições e das livrarias muito devem a esse carioca da Tijuca",
Como profissional da imprensa, trabalhou no Jornal do Brasil, Bloch Editores e Rio Gráfica Editora. Como tradutor, verteu para o português obras de Honoré de Balzac, Alexandre Dumas e Thomas Mann.

## Prêmios e homenagens
Em 2006, recebeu a Medalha João Ribeiro, da Academia Brasileira de Letras, por serviços prestados à cultura brasileira.
Em 2013 recebeu o prêmio Senador José Ermírio de Moraes do Grupo Votorantim por seu livro História das Livrarias Cariocas, "alentado volume de 511 páginas em que faz a história do comércio de livros na cidade do Rio de Janeiro ao longo de 250 anos".
Em 2023 foi lançado o livro Ubiratan Machado: Bibliófilo e Leitor Exemplar (Ateliê Editorial), organizado por Plinio Martins Filho e Alexei Bueno, homenageando os oitenta anos do escritor e pesquisador.. O livro reúne alguns depoimentos de amigos e admiradores de Ubiratan Machado (os organizadores Plínio e Alexei, Felipe Rissato, Gabriel Kwak, Ivo Korytowski, Cláudio Giordano, Carla Fernanda Fontana e Marisa Midori Deaecto), discursos proferidos na cerimônia de concessão do Prêmio José Ermírio de Moraes, dois textos do próprio Ubiratan e sua bibliografia completa.

## Citações
Um velho filósofo dizia que os livros trazem a paz aos pacíficos e a inquietação aos inquietos. Pode ser. Mas o que o menino viveu e descobriu foi que a literatura autêntica, construída com sangue, frustrações e sonhos, sempre tem arestas, fere, é gládio, mas desperta o espírito para a beleza e a esperança, projetando o homem para muito além da estreiteza do cotidiano.
Com dois, três ou quatro sentidos em alerta, agrada-me mais, ver a bibliofilia – a autêntica, a do colecionador sensível e inteligente que compra os livros para serem lidos, estudados e consultados – como foi definida por José Mindlin: uma loucura mansa. Ressaltando que loucura aqui se aproxima muito mais do sentido erasmiano do termo – a loucura como oposta à mediocridade dos excessos de sensatez – do que do desequilíbrio que leva o cidadão ao hospício. Se todos somos loucos, como ironizava Erasmo, a exceção seria o sujeito incapaz de despropósitos, ou seja, a súmula da mediocridade. Por provocar a loucura é que, paradoxalmente, o contato dos livros é salutar. E a loucura mansa costuma levar ao que o mundo mais precisa: tolerância, simplicidade de espírito, respeito pelo semelhante.

## Livros
Machado, Ubiratan (1983). Os intelectuais e o Espiritismo. Rio de Janeiro: Antares/Instituto Nacional do Livro
Machado, Ubiratan (1984). O Senador Luiz Delfino: Sua Vida e Sua Obra. Brasília/Florianópolis: Senado Federal/EDUFSC
Machado, Ubiratan (1990). Luís Delfino (Série Escritores Catarinenses). Florianópolis: Fundação Catarinense de Cultura
Machado, Ubiratan (1992). Chico Xavier: Uma Vida de Amor. Araras (SP): Instituto de Difusão Espírita
Machado, Ubiratan (1994). Anatole France e o Brasil. Rio de Janeiro: Machado de Assis
Machado, Ubiratan (2000). Malditos e Renegados. Florianópolis: Museu/Arquivo da Poesia Manuscrita
Machado, Ubiratan (2001). A Vida Literária no Brasil Durante o Romantismo. Rio de Janeiro: EDUERJ
Machado, Ubiratan (2003). Machado de Assis: Roteiro da Consagração. Rio de Janeiro: EDUERJ
Machado, Ubiratan (2003). A Etiqueta de Livros no Brasil. São Paulo: EDUSP/Oficina do Livro Rubens Borba de Moraes/Imprensa Oficial do Estado de São Paulo
Machado, Ubiratan (2005). Bibliografia Machadiana 1959-2003. São Paulo: EDUSP
Machado, Ubiratan (2005). Olavo Bilac (Coleção Melhores Crônicas). São Paulo: Global
Machado, Ubiratan (2007). Três Vezes Machado de Assis. Cotia (SP): Ateliê
Machado, Ubiratan (2008). Dicionário de Machado de Assis. Rio de Janeiro: Academia Brasileira de Letras/Imprensa Oficial
Machado, Ubiratan (2008). Aluisio Azevedo (Coleção Melhores Crônicas). São Paulo: Global
Machado, Ubiratan (2009). Pequeno Guia Histórico das Livrarias Brasileiras. Cotia (SP): Ateliê
Machado, Ubiratan (2009). Pedro Rabelo (Série Essencial). Rio de Janeiro/São Paulo: Academia Brasileira de Letras/Imprensa Oficial do Estado de São Paulo
Machado, Ubiratan (2009). Coelho Neto (Coleção Melhores Crônicas). São Paulo: Global
Machado, Ubiratan (2010). A Vida Literária no Brasil Durante o Romantismo (2<suo>a edição revista e ampliada). Rio de Janeiro: Tinta Negra e Bazar Editorial
Machado, Ubiratan (2010). Antologia da Revista da Academia Brasileira de Letras. Rio de Janeiro: Academia Brasileira de Letras
Machado, Ubiratan (2010). Teixeira de Melo (Série Essencial). Rio de Janeiro/São Paulo: Academia Brasileira de Letras/Imprensa Oficial do Estado de São Paulo
Machado, Ubiratan (2011). Oitenta Anos da  José Olympio Editora. São Paulo: Ateliê Editorial/NELE - Núcleo de Estudos do Livro e da Edição da USP
Machado, Ubiratan (2011). Coelho Neto (Série Essencial). Rio de Janeiro/São Paulo: Academia Brasileira de Letras/Imprensa Oficial do Estado de São Paulo
Machado, Ubiratan (2011). Diálogo com o Invisível. Bragança Paulista (SP): Lachâtre
Machado, Ubiratan (2012). História das Livrarias Cariocas. São Paulo: EDUSP. Prêmio José Ermírio de Moraes de melhor livro do ano.
Machado, Ubiratan (2013). Alcindo Guanabara. Rio de Janeiro/São Paulo: Academia Brasileira de Letras/Imprensa Oficial do Estado de São Paulo
Machado, Ubiratan (2014). Artur de Oliveira. Rio de Janeiro/São Paulo: Academia Brasileira de Letras/Imprensa Oficial do Estado de São Paulo
Machado, Ubiratan (2017). A Capa do Livro Brasileiro 1820-1950. Cotia (SP): Ateliê/SESI-SP
Machado, Ubiratan (2021). Dicionário de Machado de Assis (2a edição revista e atualizada). Rio de Janeiro/São Paulo: Academia Brasileira de Letras/Imprensa Oficial do Estado de São Paulo
Machado, Ubiratan (2022). A Vida Literária no Brasil Colônia. Cotia (SP): Ateliê 

## Participações em livros
Julieta dos Santos: Homenagem ao Gênio Dramático Brasileiro. Florianópolis: EDUFSC. 1990. Edição fac-similar do opúsculo de Cruz e Souza, Virgílio Várzea e Santos Lostada, considerado perdido mas redescoberto por Ubiratan Machado, com apresentação do próprio.
Livro dos Ex-Libris. Rio de Janeiro/São Paulo: Academia Brasileira de Letras/Imprensa Oficial do Estado de São Paulo. 2014. Obra organizada por Alberto da Costa e Silva e Anselmo Maciel, com texto de abertura, "Sua Excelência, o ex-líbris”, escrito por Ubiratan Machado. 1o lugar na categoria Projeto Gráfico do Prêmio Jabuti de 2015.
Ubiratan Machado: Bibliófilo e Leitor Exemplar. Cotia (SP): Ateliê. 2023. Livro homenageando os oitenta anos de Ubiratan Machado, no qual comparece com dois textos, "Palavras do Premiado" e "Descaminhos do Colecionismo".

## Traduções
Balzac, Honoré de (1983). Um Caso Tenebroso. Rio de Janeiro: Francisco Alves
Gaubert, Henri (2008). A Morte da Rainha Maria Antonieta. São Paulo: Oficina do Livro Rubens Borba de Moraes
Mann, Thomas (2010). Experiências Ocultas. São Paulo: Oficina do Livro Rubens Borba de Moraes
Dumas, Alexandre (2014). O Capitão Panfílio. São Paulo: SESI-SP
Balzac, Honoré de (2017). Contos Introdutórios. São Paulo: SESI-SP